# Osphya luteus
Osphya luteus is een keversoort uit de familie zwamspartelkevers (Melandryidae). De wetenschappelijke naam van de soort werd in 1879 gepubliceerd door George Henry Horn.